# Марганцеві родовища та прояви Середнього Побужжя
Марганцеві родовища та прояви Середнього Побужжя — два прояви щільних марганцевих руд у кристалічних породах (Тарнуватський та Тарасівський), представлених гондитами.
Марганценосні гондити рудопрояву Тарасівський приурочені до південно-східного замикання однойменної структури, розташованої в межах Ятранської підзони. Гондити складені спесартином, родонітом, марганецьвмісними піроксеном, амфіболом та слюдою (біотит-флогопіт-манганофіліт), а також плагіоклазом, кварцом і калієвим польовим шпатом. У розрізі асоціюють з двопіроксеновими і гіперстеновими кристалічними сланцями бузької серії. Акцесорні мінерали гондитів (магнетит, ільменіт, сфен, пірит) також несуть підвищені концентрації марганцю. Рудні тіла представлені прошарками та лінзами потужністю від 0,1 до 2,5—3,0 м, яка з глибиною зменшується. Вміст MnO в рудах у верхній частині розрізу сягає 31,6 %, а з глибиною зменшується до 0,3—11,18 %. Дослідження РЗЕ марганценосних порід Тарасівської структури показало їх схожість з гондитами Індії в полі тяжких та середніх РЗЕ. Рудопрояв вивчено незадовільно.
Тарнуватський прояв гондитоподібних порід виявлено у південно-західному крилі однойменної структури серед базит-ультрабазитів лише однією свердловиною. Складені гранатом (спесартинового ряду) — до 50 %, карбонатом (18—20 %), слюдою, магнетитом та клінопіроксеном. Вміст металічного марганцю коливається в межах 6,0—9,0 %, стовбурова потужність рудоносних порід — 7,6 м.